# Combretastatin A-4
Combretastatin A-4 ist ein Naturstoff aus der Gruppe der Stilbene. Erstmals entdeckt und isoliert wurde es aus Combretum caffrum, einer Art von südafrikanischen Langfäden.

## Vorkommen
Natürliche Combretastatine kommen im afrikanischen Baum Combretum caffrum vor. Pflanzen synthetisieren Combretastatin und andere Stilbene als Abwehrstoffe über den Shikimisäureweg über Phenylalanin und Malonyl-CoA. Der letzte Schritt der Biosynthese wird durch das Enzym Stilbensynthase katalysiert. Chemisch gesehen handelt es sich um Stilbenoide, da sich die Strukturen von Stilben (1,2‑Diphenylethen) ableiten. Es gibt mehrere natürlich vorkommende Derivate, der bekannteste und biologisch aktivste Vertreter ist das Combretastatin A-4. Für pharmazeutische Formulierungen ist die geringe Wasserlöslichkeit von 350 µM ein Nachteil.

## Wirkung
Combretastatin A-4 ist ähnlich wie das Alkaloid Colchicin ein Inhibitor der Tubulin-Polymerisation, das Mikrotubuli destabilisiert und in eine Tasche zwischen der α- und β-Untereinheit von Tubulin bindet. Diese Tasche wird daher in der Literatur als „colchicine binding site“ bezeichnet. Derzeit (2019) befindet sich Fosbretabulin, ein Phosphorsäureester von Combretastatin A-4, aufgrund seiner Antitumor-Aktivität in einer Phase II klinischen Studie. In Laborversuchen konnte auch eine Wirkung von Combretastatin A-4 gegen Dengue- und Zika-Viren gezeigt werden.